# ليانج ويان
ليانج ويان ((بالصينية: 梁维燕)، 2 أكتوبر 1929- 29 ديسمبر 2018)، مهندسا كهربائيا صينيا وخبيرا في معدات توليد الطاقة، أحد المهندسين الرئيسيين الذين صمموا التوربينات المائية لسد الممرات الثلاثة، أكبر محطة كهرباء في العالم. كان كبير المهندسين في شركة هاربين للآلات الكهربائية. درس في معهد هاربين للتكنولوجيا. في عام 1995، انتخب أكاديميا في الأكاديمية الصينية للهندسة. في 29 ديسمبر 2018، توفي ليانج ويان.

## السيرة الذاتية
ولد ليانج في 2 أكتوبر 1929، في بكين، جمهورية الصين. في منزل أجداده في مقاطعة شيانجلينج بمقاطعة شانشي. في عام 1951 ، تخرج من قسم الهندسة الكهربائية بجامعة تيانجين. بدأ حياته المهنية في مصنع الآلات الكهربائية هاربين، في النهاية أصبح كبير المهندسين في الشركة.

### الحياة العملية
في سبعينيات القرن الماضي، صمم مولد توربينات مائية بسعة 125 ميجاوات لسد قتشوبا والذي فاز به على جائزة ذهبية وطنية. كما أشرف على تصنيع أول مولد توربيني بخاري بقدرة 600 ميجاوات في الصين يستخدم التكنولوجيا المستوردة.
في الثمانينيات والتسعينيات، كان عضوًا بارزًا في مجموعة المهندسين الذين صمموا توربينات مائية لسد الممرات الثلاثة، أكبر محطة توليد كهرباء في العالم. في عام 1995، تم انتخابه أستاذا في الأكاديمية الصينية للهندسة، وفي عام 2008، تم تعيينه كرئيس لمجموعة معدات الطاقة لفريق فحص الجودة الخوانق الثلاثة التابع لشركة الأكاديمية الصينية للهندسة.

### المؤلفات
شغل ليانغ منصب رئيس تحرير للعديد من الكتب بما في ذلك تاريخ صناعة الكهرباء في الصين (صناعة معدات الطاقة الكهرومائية، وقاموس إنجليزي-صيني لهندسة توليد الطاقة)، كما عمل مستشارًا لدرجة الدكتوراه في معهد هاربين للتكنولوجيا.

## التقاعد والوفاة
تقاعد ليانج، في مايو عام 2015. في 29 ديسمبر عام 2018، توفي ليانج في سانيا بمقاطعة هاينان، عن عمر يناهز 89 عاما.

## وصلات خارجية
- أبحاث وأعمال ليانج ويان- معهد هاربين للتكنولوجيا.